# ヘルムート・ヨハン・ルートヴィヒ・フォン・モルトケ
ヘルムート・ヨハン・ルートヴィヒ・フォン・モルトケ（Helmuth Johann Ludwig von Moltke, 1848年5月25日 - 1916年6月18日）は、ドイツ帝国の軍人。ドイツ帝国参謀総長。伯父ヘルムート・カール・ベルンハルト・フォン・モルトケ（大モルトケ）と区別して小モルトケと呼ばれる。シュリーフェン・プランを修正実行し、自らの先入観で第一次世界大戦を事実上開始した。

## 生涯

### 家系
1848年にメクレンブルク地方のゲルスドルフで生まれる。モルトケ家はメクレンブルクの古い貴族の家系であり、祖父フリードリヒ・フィリップ・ヴィクトール・フォン・モルトケはプロイセン軍とデンマーク軍の将軍、父アドルフ・フォン・モルトケはラウエンブルクの官吏を務め、母アウグステもアンハルト＝ベルンブルクの名家出身だった。弟フリードリヒ・フォン・モルトケは、1912年にヴィルヘルム・フィルヒナーと共に南極探検を行い、後年プロイセン州内務大臣を務めた。
名前はプロイセン王国・ドイツ帝国の陸軍参謀総長を務めた伯父大モルトケにあやかり「ヘルムート」と名付けられた。1878年にエリザ・フォン・フイトフェルトと結婚した。エリザは熱心なクリスチャン・サイエンスの信者であり、指導者のフランシス・ジールが妻を治癒する姿を見て感銘を受け信者となった。

### 軍人

#### 参謀総長就任

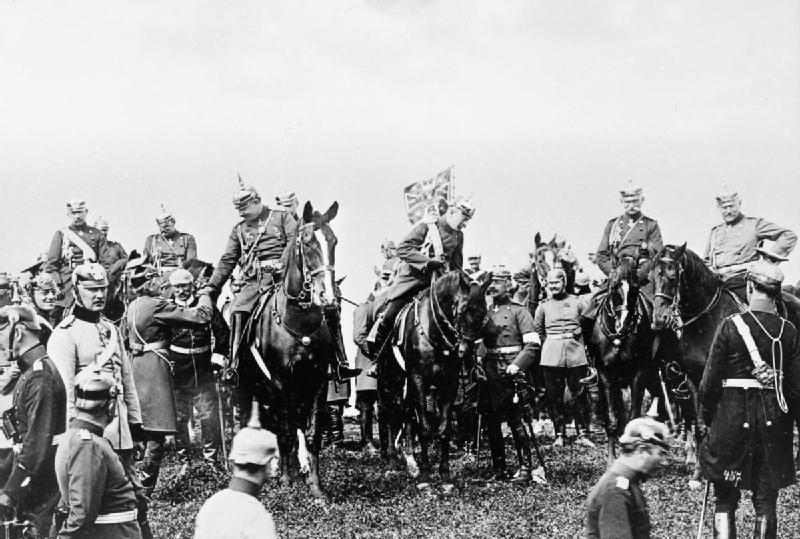
1905年、ヴィルヘルム2世（中央左側の馬上の人物）とモルトケ（中央右側の馬上の人物）

1871年の普仏戦争に第7擲弾兵連隊で従軍。1875年に士官学校入学し、1878年に卒業。1880年よりプロイセン参謀本部で勤務し、1882年に大モルトケの副官となり、1891に伯父が死去するとドイツ皇帝ヴィルヘルム2世の副官を務めた。1902年に近衛第1歩兵師団長に任命され、1904年に参謀次長に任命される。
1906年に退役したアルフレート・フォン・シュリーフェンの後任として参謀総長に就任する。この人事は参謀本部内では不評だったが、祖父ヴィルヘルム1世に倣い「自分のモルトケを持ちたい」と願うヴィルヘルム2世の強い希望により押し通された。これに加え、参謀総長候補に挙げられていたカール・フォン・ビューロウとコルマール・フォン・デア・ゴルツは自立心が強く、ハンス・ハルトヴィヒ・フォン・ベセラーはシュリーフェンに近かったためヴィルヘルム2世に忌避され、自身の側近であるモルトケを選んだという:68:71。モルトケは1909年に最高勲章である黒鷲勲章を授与されるなど、ヴィルヘルム2世から絶大な信頼を寄せられていた。
参謀総長就任間もなく、モルトケは対仏侵攻計画シュリーフェン・プランの改訂を行い、シュリーフェンが計画した右翼を重視する作戦を放棄して均等に割り振り、中央部を厚くした。このため右翼をやや小さくし、回転半径も小さくした。シュリーフェン・プランの原案は当時の補給技術を考えれば実現不可能な物ではあったが、その修正案でも最終的に兵站上の問題は先送りにされたままだった。

#### 第一次世界大戦

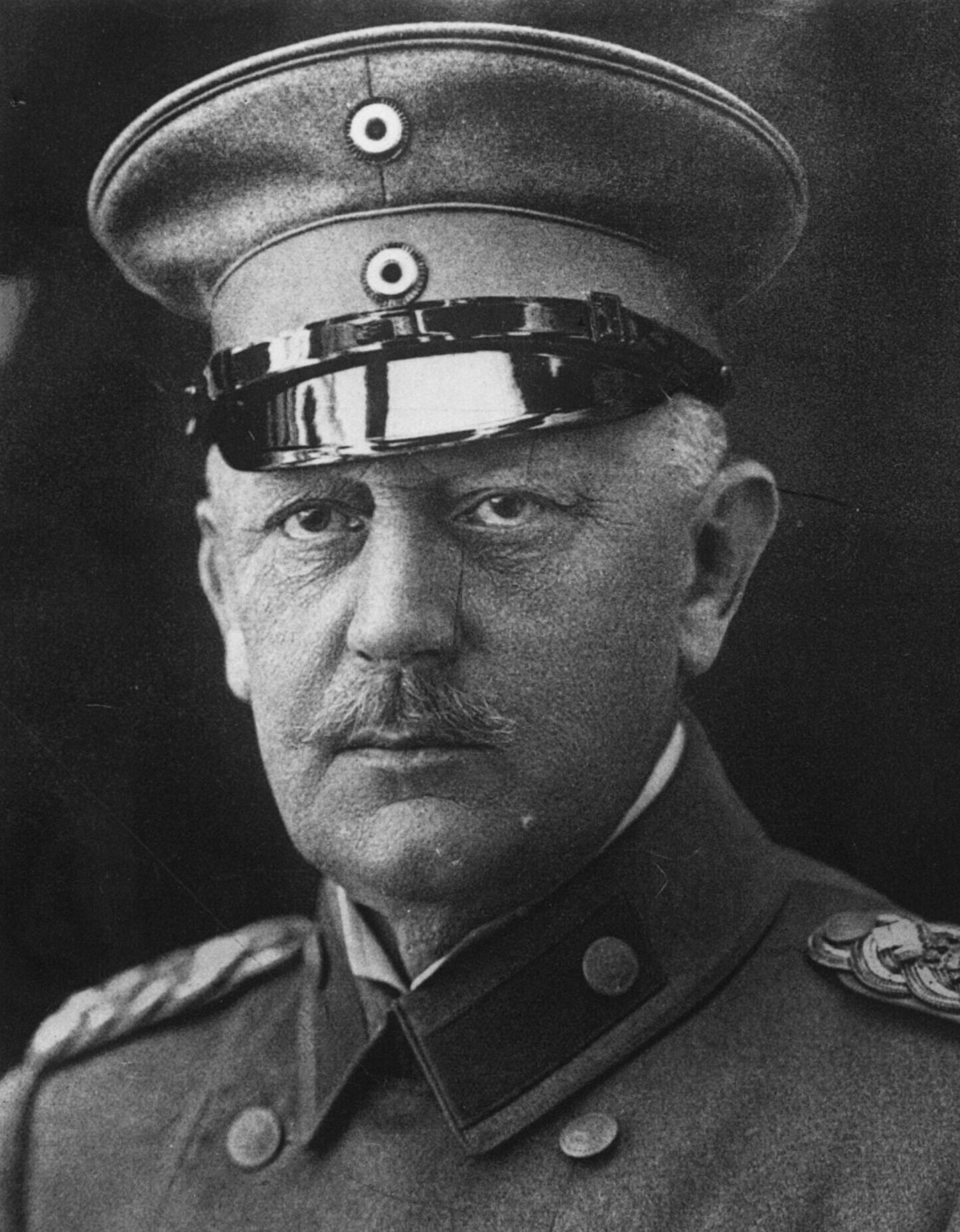
参謀総長時代のモルトケ（1914年）

1912年8月に開かれた政軍会議の席上で、モルトケは「開戦は早ければ早いほど良いです」とヴィルヘルム2世に進言しており、第一次世界大戦勃発前から対仏戦を主張していた。
1914年6月28日にサラエボ事件が発生すると、モルトケは独自に行動を起こし、想定よりも1週間早くベルギーへの侵攻を開始しようと、7月26日に外務省に対して、ベルギーに最後通告を出すように訴えた。同月31日には同盟国オーストリア＝ハンガリー帝国の陸軍参謀総長フランツ・コンラート・フォン・ヘッツェンドルフに対し、「貴国の戦争を支持することはヨーロッパを安定させる最後の手段である」と電報を送り、セルビア王国への軍事行動を無条件で支持し、8月1日にはドイツ軍に総動員令を布告した。8月3日朝には首相テオバルト・フォン・ベートマン・ホルヴェークと会談して、翌4日にベルギーへの侵攻を開始することを通達した。また、モルトケはロシア帝国を中東方面から牽制するため、オスマン帝国に参戦を促していた。これらの行動に縛られたドイツ外交はオーストリアが希望する戦争以外の選択肢を失ってしまったため、モルトケは大戦勃発の最大の責任者の一人とみなされている。
駐英ドイツ大使カール・マックス・フォン・リヒノフスキーから「イギリスがフランスの中立を保証する」という英国外務大臣エドワード・グレイの言葉を伝えられたヴィルヘルム2世は、西部戦線に展開するドイツ軍を引き抜き東部戦線に戦力を集中するべきとモルトケに告げるが、モルトケは急激な戦力の移動が不可能であると伝え、自身が改訂したシュリーフェン・プランに基く対仏戦を主張し、この提案を拒否した:93–94。結果的に、リヒノフスキーの情報は彼の希望的観測に基く虚偽情報だった:92が、ドイツ軍の攻勢はマルヌ会戦で頓挫してしまい、モルトケは責任をとり、1914年9月14日に参謀総長を辞任した。後任の参謀総長にはエーリッヒ・フォン・ファルケンハインが任命されたが、指導部の交代による士気の低下を危惧して、暫くの間は交代が公表されなかった。マルヌ会戦の戦況が悪化した際に、モルトケはヴィルヘルム2世に対して「陛下、この戦争は負けです!」という電報を送ったといわれる。この逸話について、ウィンストン・チャーチルは自著の中で「モルトケ将軍が本当にそのようなことをカイザーに言ったのかは分からない」と記している。
多くの歴史家は、ドイツ軍の敗北の責任はシュリーフェン・プランを改訂したモルトケにあると主張しているが、一部の歴史家は、二正面作戦を取らざるを得なくなり、ロシア軍侵攻の危険性があったことがモルトケの判断を誤らせたと主張している。

### 死去
参謀総長を退いたモルトケは1914年11月に参謀次長に任命されたが、間もなく東部方面軍のエーリヒ・ルーデンドルフと共に、外交交渉による戦争終結を模索していたファルケンハインに退陣を要求するようになった。このため、ファルケンハインは兼務していた戦争大臣を解任されたが、参謀総長の地位には留まった。
1916年6月18日、健康状態が悪化していたモルトケは、コルマール・フォン・デア・ゴルツの国葬に参列中に脳卒中を起こして死去した。遺体はベルリンの軍人墓地に埋葬され、後に妻エリザの遺体も埋葬された。

## 人物

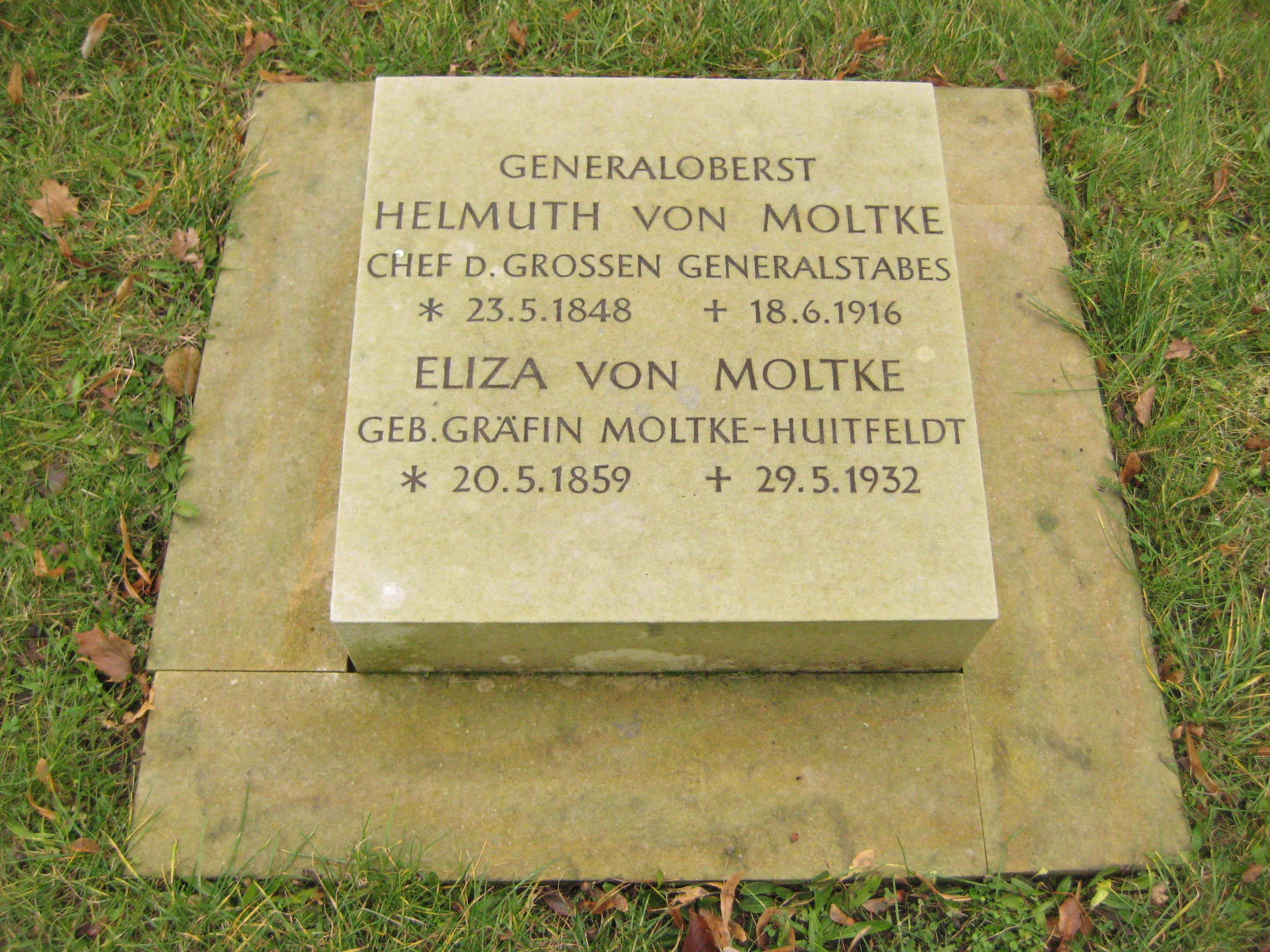
ベルリン軍人墓地にあるモルトケ夫妻の墓

神経質な性格かつ夢想家であり、軍事演習の際しばしば落馬したが、その手にはゲーテの『ファウスト』が握られていたという。今日では、その声望はもっぱら偉大な伯父の名声に基づくものだったと評価されている。
哲学書や文学書、絵画を好んでいたが、何よりも音楽が好きで、特にメンデルスゾーンとバッハの音楽が好きであった。自らチェロを弾くこともあったという。また、神秘思想家のルドルフ・シュタイナーと親交があり、「ドイツは大戦に負ける」というシュタイナーの予言に影響されたと言われている。
モルトケはドイツ全軍を指揮する立場だったが、緊張のあまり激しい神経衰弱に陥っていた。また、第一次世界大戦直前にも脳卒中を起こしており、戦争指揮に悪影響を及ぼす要因となった。